# Morpho marcus
Morpho marcus is een vlinder uit de familie Nymphalidae. De wetenschappelijke naam van de soort is voor het eerst geldig gepubliceerd in 1785 door Johann Gottlieb Schaller. De soort komt uitsluitend voor in het Neotropisch gebied.

## Ondersoorten
- Morpho marcus marcus
- Morpho marcus intermedia Kaye, 1917
- Morpho marcus major Lathy, 1905